# Schaufling
Schaufling – miejscowość i gmina w Niemczech, w kraju związkowym Bawaria, w rejencji Dolna Bawaria, w regionie Donau-Wald, w powiecie Deggendorf, wchodzi w skład wspólnoty administracyjnej Lalling. Leży około 7 km na wschód od Deggendorfu.

## Dzielnice
W skład gminy wchodzą następujące dzielnice: Böhaming, Dietmannsberg, Ensbach, Ensbachmühle, Ensmannsberg, Freiberg, Geßnach, Hainstetten, Hausstein, Klessing, Martinstetten, Muckenthal, Nadling, Nemering, Penk, Ragin, Rusel, Ruselsabsatz, Schaufling, Schützing, Sicking, Unterberg, Urlading, Wetzenbach, Wotzmannsdorf i Wulreiching.

## Demografia
| Rok  | Liczba mieszk. |
| ---- | -------------- |
| 1970 | 1 253          |
| 1987 | 1 209          |
| 2000 | 1 423          |
| 2005 | 1 462          |
| 2008 | 1 514          |

### Struktura wiekowa
Dane o ludności z 31 grudnia 2008:
| Opis                                | Ogółem | Ogółem | Kobiety | Kobiety | Mężczyźni | Mężczyźni |
| ----------------------------------- | ------ | ------ | ------- | ------- | --------- | --------- |
| Jednostka                           | osób   | %      | osób    | %       | osób      | %         |
| Populacja                           | 1514   | 100    | 756     | 49,93   | 758       | 50,07     |
| Wiek przedprodukcyjny (0–17 lat)    | 312    | 20,61  | 155     | 10,24   | 157       | 10,37     |
| Wiek produkcyjny (18–65 lat)        | 945    | 62,42  | 459     | 30,32   | 486       | 32,1      |
| Wiek poprodukcyjny (powyżej 65 lat) | 257    | 16,97  | 142     | 9,38    | 115       | 7,6       |

## Polityka
Wójtem gminy jest Hermann Hackl, rada gminy składa się z 12 osób.
|      | CSU/UB | SPD | FWGE | JWG | Razem |
| 2008 | 5      | 3   | 3    | 1   | 12    |
| 2002 | 5      | 3   | 3    | 1   | 12    |

## Oświata
W gminie znajduje się 50 miejsc przedszkolnych.